# Hanguana
Hanguana je rod jednoděložných rostlin z čeledi Hanguanaceae, řádu křížatkotvaré (Commelinales). Čeleď Hanguanaceae obsahuje pouze jediný rod Hanguana. Ve starších taxonomických systémech byl rod někdy řazen do čeledí Flagellariaceae nebo Asteliaceae.

## Popis
Jsou to celkem robustní vytrvalé byliny s bazálními růžicemi listů a oddenky, mohou to být terestrické až bahenní rostliny (helofyty). Listy jsou jednoduché, střídavé, řapíkaté, s listovými pochvami. Čepel je čárkovitá až kopinatá, celokrajná, žilnatina je zpeřená (zpeřeně souběžná). Jsou to dvoudomé rostliny. Květy jsou uspořádány v květenstvích, v latách. Květy jsou malé, skládají se ze 6 okvětních lístků, kdy vnější jsou menší než vnitřní, dole jsou srostlé v krátkou okvětní trubku. Tyčinek v samčích květech je 6, dole jsou srostlé s okvětím, v samičích květech je 6 staminodií. Gyneceum je srostlé ze 3 plodolistů, je synkarpní, semeník je svrchní. V samčích květech je přítomno pistillodium. Plodem je peckovice, jindy interpretována jako jednosemenná bobule. Semeno má miskovitý tvar.

## Rozšíření
Rod Hanguana zahrnuje 11 druhů. Je rozšířen v tropické Asii, Austrálii a Tichomoří. Většina druhů roste v jihovýchodní Asii. Největší areál má druh H. malayana, který je rozšířen od Srí Lanky přes Indočínu a jihovýchodní Asii po Novou Guineu, severní Austrálii a Karolínské ostrovy v Tichomoří.